# Ордубади, Мамед Саид
Маме́д Саи́д Ордубади́ (азерб. Məmməd Səid Ordubadi, настоящее имя Мамед Гаджи-ага оглы; 24 марта 1872, Ордубад, Эриванская губерния, Российская империя — 1 мая 1950, Баку, Азербайджанская ССР) — азербайджанский советский писатель, Заслуженный деятель искусств Азербайджанской ССР (1938). Печатался с 1903. В 1930-х годах стал основоположником жанра исторического романа в азербайджанской литературе.

## Творчество
Родился Мамед Сеид Ордубади 24 марта 1872 года в старинном городе Ордубад Нахичеванского уезда в семье прославленного поэта, который писал стихи под псевдонимом «Фагир». Он содержал семью, сочиняя стихи для знатных людей. После смерти отца Мамед Сеид в 14 лет вместе с матерью начал работать на шёлковой фабрике. В 1904 году Ордубади пишет своё произведение «Qəflət».
В ранних произведениях Ордубади выступает с антиармянских и панисламистских позиций («Канлы Саналар» (Кровавые годы), «Последние дни Андалузии»). В первых сборниках стихов «Беспечность» (1906) и «Родина и свобода» (1907) определяются такие черты его поэзии, как призыв к свободе, критика невежества и фанатизма. Революция 1905—07, сотрудничество в журнале «Молла Насреддин» способствовали формированию революционного миропонимания писателя. В своих сатирических произведениях писатель боролся против религии, духовенства и дворянства.  После Октябрьской революции Ордубади вступил в ряды компартии и участвовал в походах Красной армии в качестве сотрудника одной из красноармейских газет. Мамед Сеид в это время переезжает в Джульфу. Тут он вступает в социал-демократическую партию «Гуммет».
С 1920 состоял ответственным редактором газеты «Йени йол» (Новый путь) — органа Бакинского комитета партии. Был членом АЗАПП со дня её основания. В 1926 Ордубади написал актуальную пьесу о борьбе с бюрократизмом и волокитой в советских учреждениях.
В романах «Путешествие двух мальчиков в Европу» (1908), «Несчастный миллионер» (1914) высказаны просветительские идеи, дана критика деспотического режима в феодальном Иране. В 1933 издал роман «Тавриз туманный», в котором изображает персидскую революцию 1908 года, критикуя действия духовенства, русского самодержавия и крупного купечества.
В 1935 году составил либретто для оперы «Наргиз» Муслима Магомаева.
В 1936 году составил либретто (совместно с поэтом Хабибом Исмаиловым) для оперы «Кёроглы» Узеира Гаджибекова.
В 1939 году составил либретто для оперы «Низами» Афрасияба Бадалбейли.
В своих поэтических и беллетристических произведениях последнего периода Ордубади развивает идею единения трудящихся армян, грузин и турок («Арарат») в связи с советизацией Закавказья; рисует распад азербайджанской буржуазии («Кладбище»).
Основное содержание романов «Борющийся город» (1938), «Подпольный Баку» (1940) — освободительное движение в Азербайджане и революционная борьба бакинского пролетариата.
Роман «Меч и перо» (1946—48), действие которого происходит в средневековом Азербайджане, посвящён поэту Низами. Написал также ряд драматургических произведений, либретто опер и оперетт; перевёл на азербайджанский язык произведения А. С. Пушкина, М. Ю. Лермонтова, А. Акопяна и др. Награждён орденом Ленина, орденом «Знак Почёта» (1938) и медалями.
М. С. Ордубади умер 1 мая 1950 года. Похоронен в Баку на Аллее почётного захоронения.

## Награды
- орден «Знак Почёта» (17.04.1938) — за выдающиеся заслуги в деле развития азербайджанского оперного искусства, азербайджанской музыки, песни и танцев[8]

## Память
- Дом в Баку (улица Хагани, 19), где жил М. С. Ордубади.
- Барельеф на стене дома в Баку, где жил М. С. Ордубади.Скульптор Натик Алиев.
- Почтовая марка СССР, посвящённая столетию со дня рождения М. С. Ордубади, 1972
- Почтовая марка Азербайджана, посвящённая 140-летию М. С. Ордубади, 2012